# Temachia microstoma
Temachia microstoma är en mossdjursart som först beskrevs av Norman 1864.  Temachia microstoma ingår i släktet Temachia och familjen Romancheinidae. Arten är reproducerande i Sverige. Inga underarter finns listade i Catalogue of Life.